# Rodi Garganico
Rodi Garganico – miejscowość i gmina we Włoszech, w regionie Apulia, w prowincji Foggia. Popularny kurort wakacyjny położony na terenie Parku Narodowego Gargano. Miasto słynie z zabytkowego centrum położonego na wzgórzu i z piaszczystych plaż. W 2009 r. ukończono budowę nowoczesnego portu jachtowego. Wokół miasta można podziwiać uprawy cytrusów i pomarańczy oraz trebusze.
Według danych na rok 2004 gminę zamieszkuje 3778 osób, 290,6 os./km².